# Huracán Ana
El huracán Ana fue el segundo ciclón tropical en 2014 que amenazó al estado estadounidense de Hawái con un golpe directo, después del huracán Iselle en agosto. La vigésimo primera tormenta nombrada y el decimoquinto huracán de la temporada de huracanes del Pacífico de 2014, Ana se formó a partir de una perturbación que se formó en el Pacífico Central a mediados de octubre. Se consolidó rápidamente y se desarrolló una depresión tropical el 13 de octubre. Ayudada por las condiciones favorables, Ana se fortaleció gradualmente mientras se movía hacia el oeste, amenazando con pasar por la cadena de islas de Hawái una o varias veces, como lo indican los pronósticos iniciales. Para el 17 de octubre, se había fortalecido a un huracán al sur de Hawái y alcanzó su intensidad máxima poco después, al tiempo que se acercaba. Posteriormente, Ana se debilitó y comenzó a fluctuar en intensidad a medida que giraba hacia el norte y, finalmente, hacia el noreste mientras rodeaba una cresta subtropical e interactuaba con un frente frío antes de convertirse en huracán brevemente el 25 de octubre. Ana hizo la transición a un ciclón extratropical el 26 de octubre, y corrió a través del Pacífico noroeste antes de disiparse antes del 28 de octubre después de que llegó a tierra en el oeste de Canadá.
Debido a que se pronosticó originalmente que Ana atacaría la Islas de Sotavento temprano en su vida, se emitieron alertas de tormenta tropical y eventualmente advertencias antes de la tormenta. Posteriormente, se expandieron por casi toda la cadena de islas, ya que Ana se acercó más al oeste y luego pronosticó. En su aproximación más cercana, Ana dejó caer fuertes lluvias de casi 11 pulgadas (28 cm), aunque la lluvia más fuerte perdió a Hawái en casi 20 millas (32 km), evitando un escenario de inundación potencialmente peligroso. La franja de vientos con fuerza de tormenta tropical también perdió las islas, minimizando el daño en gran medida.

## Historia meteorológica
El precursor del Ana fue un área de nubosidad desorganizada que se empezó a vigilar por la NHC el 11 de octubre. Este se organizó en un área de baja presión horas más tarde. la perturbación pasó al área de responsabilidad de la CPHC el día siguiente y siguió organizándose. El día 13 de octubre, el Centro de Huracanes del Pacífico Central afirmó que la peturbación tuvo suficiente organización para ser declarada como la depresión tropical Dos-C, ubicado a 1.480 kilómetros al este-sureste de las islas Hawái. Seis horas después, el sistema aumentó un poco su intensidad a pesar de tener un centro de circulación de magnitud baja parcialmente expuesto y fue catalogado como la tormenta tropical Ana.
El sistema alcanzó su primer pico de intensidad a las 09:00 UTC del día siguiente, presentando vientos de 110 km/h y una presión mínima de 994 hPa. La estructura del Ana fue deteriorada y su fortalecimiento inhibido debido a la influencia moderada de una cizalladura de viento al norte y noroeste del sistema. A pesar de esto, se emitió una vigilancia de tormenta tropical para el archipiélago.
Siguiendo un desplazamiento al oeste-noroeste, el Ana alcanzó la intensidad de huracán a las 21:00 UTC del siguiente día. Y el siguiente día alcanzó su máximo pico de intensidad de vientos de 140 km/h y una presión mínima de 985 hPa. Mientras el Ana se mantuvo al sur del archipiélago, el ciclón produjo marejadas ciclonicas y vientos fuertes. Por eso, la CPHC emitió aviso de tormenta tropical para las islas occidentales.  Luego de batallar con una cizalladura de viento al oeste, el Ana se degradó a tormenta tropical. A mediados de la semana, se desplazó sobre la parte noroeste del archipiélago y con una tendencia debiitatoria.  El sistema se alejó paulatinamente de las islas y consecuentemente los avisos fueron descontinuados. A partir del 24 de octubre, el Ana inició a desplazarse rápidamente al noreste y se intensificó, llegando nuevamente a la intensidad de huracán con vientos de 120 km/h. Esto sucedió cuando su ojo mejoró y permaneció intacto, en un ambiente con cizalladura de viento disminuida y aguas ligeramente cálidas. Finalmente el veloz sistema se degradó a tormenta tropical, y el aumento de otra cizalladura sumado a su estancia en aguas frías provocaron su transición a ciclón extratropical el 26 de octubre sobre mar abierto.

## Preparativos e impacto
A partir del 15 de octubre, se emitieron varias advertencias y relojes de ciclones tropicales para Hawái, comenzando con una alerta de tormenta tropical para la Isla Grande. Tres días después, se emitió una advertencia de tormenta tropical para Kauai y Niihau, y se extendió para incluir partes del monumento nacional marino de Papahānaumokuākea. La amenaza de la tormenta obligó a cerrar parques y playas en el estado. Al pasar al sur de Hawái, Ana produjo fuertes lluvias en la mayoría de las islas, alcanzando un máximo de 11.67 pulgadas (296 mm) en Keaumo en la Isla Grande. Las lluvias causaron el desbordamiento de la planta de tratamiento de agua de Sand Island en Honolulu, que envió alrededor de 5,000 galones de aguas residuales parcialmente tratadas al puerto de Honolulú.
Aunque no se reportaron informes de daños en tiempo real por parte de Ana en la Isla Grande, un informe posterior a la tormenta en noviembre de 2014 del residente Keith Robinson informó que hubo daños en las cercanías del sur de Niihau. Informó de daños extensos en la vegetación, así como de las copas de los árboles niveladas a "un rango estimado de la Escala de Viento de Beaufort de 40-50 mph (64-80 km/h)". Aunque no se verificó oficialmente, el Centro de Huracanes del Pacífico Central (CPHC) decidió tratar el informe como parte de las condiciones experimentadas en el área que estaba bajo una advertencia de tormenta tropical.